# Nothomyia calopus
Nothomyia calopus är en tvåvingeart som beskrevs av Friedrich Hermann Loew 1869. Nothomyia calopus ingår i släktet Nothomyia och familjen vapenflugor. Inga underarter finns listade i Catalogue of Life.